# ایوان آرتیپولی
ایوان آرتیپولی (انگلیسی: Ivan Artipoli؛ زادهٔ ۲۴ مارس ۱۹۸۶) بازیکن فوتبال اهل ایتالیا است.
از باشگاه‌هایی که در آن بازی کرده‌است می‌توان به باشگاه فوتبال مودنا، باشگاه ورزشی لاتزیو، باشگاه فوتبال فوجا، باشگاه فوتبال سمپدوریا، باشگاه فوتبال دلفینو پسکارا، و باشگاه فوتبال کیاسو اشاره کرد.
وی همچنین در تیم‌های ملی فوتبال زیر ۱۸ سال ایتالیا و زیر ۱۹ سال ایتالیا بازی کرده‌است.